# Golfo de Boothia
[carece de fontes?]

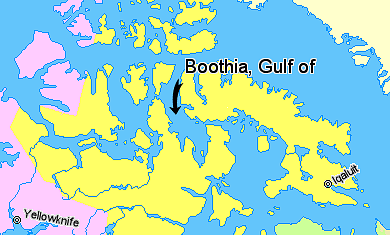
Mapa do Golfo de Boothia, Nunavut, Canadá.
Nunavut
Territórios do Noroeste
Gronelândia

O Golfo de Boothia é um corpo de água no Arquipélago Ártico Canadiano, em Nunavut, Canadá. Fica entre a Ilha de Baffin e a Península de Boothia. É rodeado pela Península de Melville e pela parte continental do Canadá a sul; a norte conduz ao Estreito do Príncipe Regente e ao Estreito de Lancaster.
O golfo, na direcção N-S, tem um comprimento de cerca de 300 km, e uma largura entre 130 e 275 km na sua parte central, entre o estreito de Fury e Hecla e o fundo da baía Lord Mayor.
Recebeu o seu nome, dado pelo explorador escocês John Ross em homenagem ao inglês Sir Felix Booth, o patrono da sua segunda expedição em busca da Passagem do Noroeste.